# The Carpenters
The Carpenters je bio američki pop duo koji su osnovali 1969. godine brat i sestra - Richard i Karen Carpenter u Los Angelesu. Početkom sedamdesetih i krajem sedamdesetih godina prošlog stoljeća, dvojac je postao jedan od najpopularnijih duo-a s nekoliko hitova pjesama na broju jedan te tako prodavši više od 100 milijuna albuma. Snimili su ukupno 11 albuma i nastupili u Velikoj Britaniji, Australiji, Japanu, Nizozemskoj i Belgiji. 
Na početku karijere, zbog blagog tona glazbe, svuda su dobivali odbijenice od glazbene industrije. Sedamdesete su bile vrijeme rocka i umjetnika poput Janis Joplin i Jimija Hendrixa s mnogo grubljim tonom i brzim tempom. Unatoč svim preprekama, Karen i Richard nisu odustali te su nastavili slati svoje snimke raznim izdavačkim kućama sve dok A&M Records na kraju nije privukao njihov jedinstveni. Herp Alpert odlučio im je dati priliku i zauvijek im promijeniti život.
Dvojac je prestao postojati nakon Karenine smrti 4. veljače 1983. zbog zatajenja srca uzrokovanog anoreksijom nervoze.

## Diskografija
- Offering/Ticket to Ride (1969)
- Close to You (1970)
- Carpenters (1971)
- A Song for You (1972)
- Now & Then (1973)
- Horizon (1975)
- A Kind of Hush (1976)
- Passage (1977)
- Christmas Portrait (1978)
- Made in America (1981)
- Voice of the Heart (1983)
- An Old-Fashioned Christmas (1984)
- Lovelines (1989)
- As Time Goes By (2004)

## Vanjske poveznice
- (engl.) Službena stranica Carpentersa

|  | Zajednički poslužitelj ima još gradiva o temi The Carpenters |